# Otatlán
Otatlán es una localidad del estado mexicano de Jalisco. Es parte del municipio de Zapotlán del Rey.

## Toponimia
El nombre «Otatlán» proviene de los términos en náhuatl: otatl, otate; tlan, lugar de abundancia. Su significado es «Lugar donde abundan los otates».

## Demografía
| Gráfica de evolución demográfica |
|                                  |

| Censo | Población |
| ----- | --------- |
| 1921  | 297       |
| 1930  | 526       |
| 1940  | 569       |
| 1950  | 608       |
| 1960  | 844       |
| 1970  | 864       |
| 1980  | 925       |
| 1990  | 1 041     |
| 2000  | 1 238     |
| 2010  | 1 280     |
| 2020  | 1 266     |